# Funivia San Marino
Funivia San Marino er en svævebane i republiken San Marino. Banen forbinder byen San Marino med byen Borgo Maggiore.

## Banens længde
Afstanden mellem de to endestationer er 1,5 km. Dalstationen (nederste station) ligger i Borgo Maggiore, mens øverste station er i San Marino på toppen af Monte Titano. Det er republikens to største byer, der på den måde forbindes. 
For besøgende er en tur med Funivia San Marino en fin måde at se Borgo Maggiore på, eftersom svævebanens gondoler smyger sig lavt henover hustagene og byens torv inden den stejle opstigning mod toppen.

## Gondolerne
Der er to vogne, bedre kendt som gondoler, i drift ad gangen. De er monteret på samme kabel, som så roterer mellem de to stationer hvorved gondolerne flyttes. Banen har en tredje vogn i reserve, som indsættes hvis en af de øvrige skal repareres eller serviceres.

## Stationerne
Svævebanens øverste station har ingen yderligere funktion, skønt den dog ligger tæt på Turistkontoret. Den nederste station, som ligger i Borgo Maggiore, har derimod både cafe og kiosk tilknyttet

## Tekniske specifikationer
- Længde: 338 meter
- Højdeforskel fra bund til top: 166 meter
- Hastighed: 6 meter pr. sekund
- Passagerer pr. kabine: 50 + 1 operatør
- Maximal kapacitet: 400 personer pr. time
- Elektromotorens kraft: 180 kW
- Banens konstruktør: Hölzl Seilbahnbau, Merano, Italien

## Køreplan
Hver dag køres i dagtimerne med et 15 minutters interval.

## Links
- Virtuel rundtur ved svævebanens topstation Arkiveret 11. oktober 2015 hos  Wayback Machine
- Konstruktørens site om svævebanen Arkiveret 24. september 2015 hos  Wayback Machine
- Svævebanen på 'Lift-World' Arkiveret 2. december 2013 hos  Wayback Machine

43°56′25.43″N 12°26′43.66″Ø / 43.9403972°N 12.4454611°Ø